# Xẻo Quýt

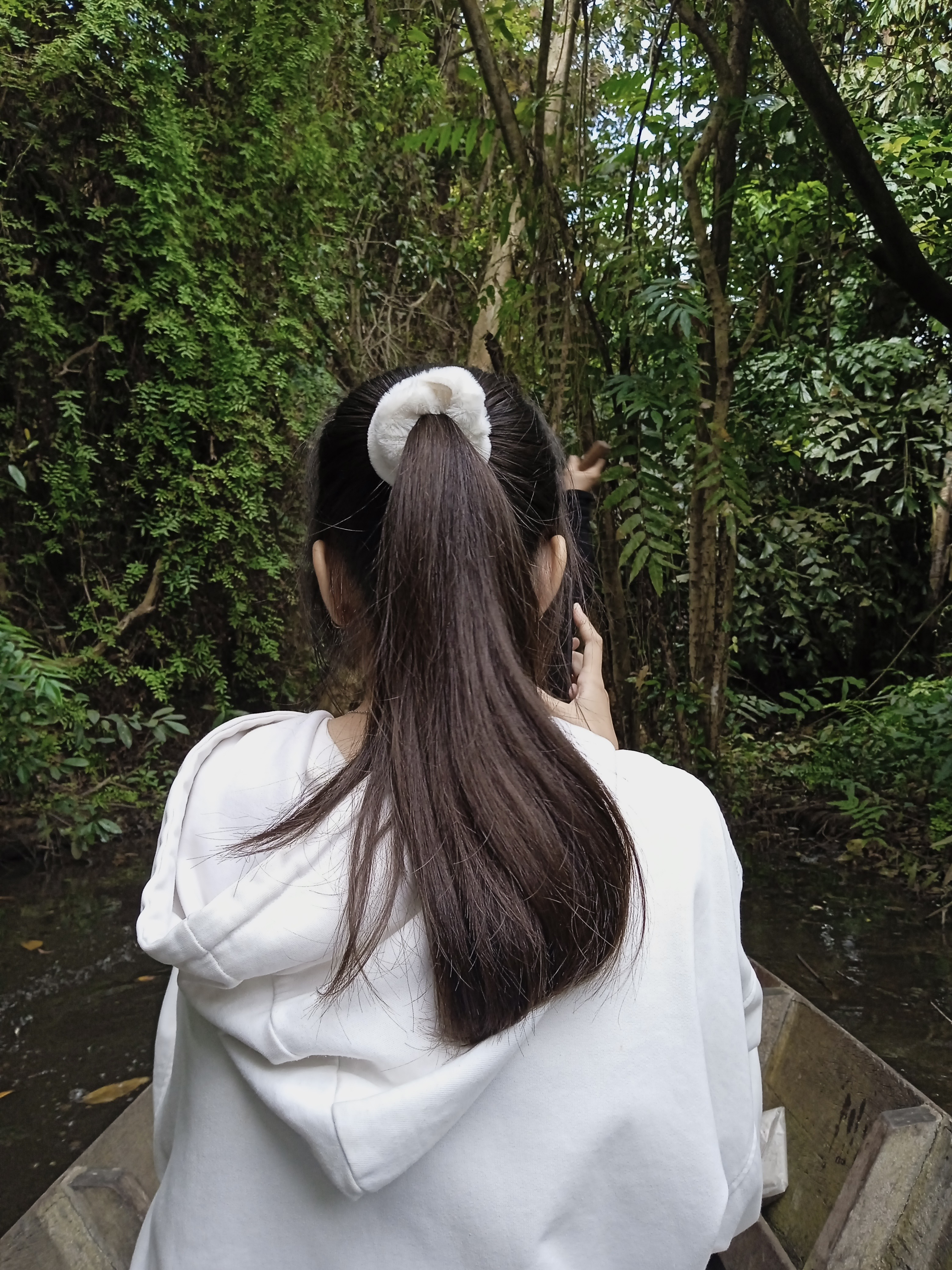
Khách đi thuyền.

Xẻo Quýt là khu vực thuộc địa phận Mỹ Hiệp và Mỹ Long của huyện Cao Lãnh, tỉnh Đồng Tháp. Nằm cách thành phố Cao Lãnh hơn 30 km, với diện tích 50 ha, trong đó 20 ha rừng tràm, nơi đây là căn cứ cách mạng của tỉnh ủy Đồng Tháp trong chiến tranh Việt Nam từ năm 1960 đến 1975.
Được công nhận di tích lịch sử quốc gia vào năm 1992, Xẻo Quýt hiện có khoảng 170 loài thực vật với 158 loài hoang dại và 12 loài cây thân gỗ. Hệ động vật có 200 loài hoang dã gồm 7 loài ếch nhái, 22 loài bò sát, 73 loài cá, 91 loài chim và 7 loài thú. Đặc biệt ở đây có 13 loài động vật quý hiếm được ghi vào sách đỏ Việt Nam như trăn mốc, rắn hổ trâu, rùa hộp, chim sả mỏ rộng và loài rái cá,...
Ngày nay, nơi đây đã được quy hoạch bảo tồn và phát triển trở thành một khu di tích lịch sử phục vụ du lịch. Đến cuối năm 2012, đã có hơn 50.000 lượt khách đến Xẻo Quýt. Số lượt khách đến tham quan đạt 123% so với kế hoạch năm 2012.
Hiện nay nhiều trường học vùng Tây Nam Bộ đã và đang tổ chức cho các học sinh tham quan và trải nghiệm tại đây.